# Хорватія на зимових Паралімпійських іграх 2014
Хорватія на зимових Паралімпійських іграх 2014 року була представлена 2 спортсменами в одному виді спорту.

## Гірськолижний спорт
Чоловіки
| Спортсмен                        | Вид спорту                             | Забіг 1 | Забіг 1 | Забіг 1 | Забіг 2 | Забіг 2 | Забіг 2 | Остаточний/Всього | Остаточний/Всього | Остаточний/Всього |
| Спортсмен                        | Вид спорту                             | Час     | Різн.   | Місце   | Час     | Різн.   | Місце   | Час               | Різн.             | Місце             |
| -------------------------------- | -------------------------------------- | ------- | ------- | ------- | ------- | ------- | ------- | ----------------- | ----------------- | ----------------- |
| Дамір Міздрак гід — Лука Дебеляк | слалом, з порушеннями зору             | 1:17.19 | +27.50  | 16      | 1:27.67 | +34.15  | 11      | 2:44.86           | +1:01.65          | 11                |
| Дамір Міздрак гід — Лука Дебеляк | гігантський слалом, з порушеннями зору | 1:51.27 | +35.25  | 17      | 1:50.93 | +37.68  | 14      | 3:42.20           | +1:12.58          | 14                |
| Діно Соколович                   | супергігант, сидячи                    | Н/Д     | Н/Д     | Н/Д     | Н/Д     | Н/Д     | Н/Д     | 1:33.42           | +13.91            | 13                |
| Діно Соколович                   | суперкомбінація, сидячи                | DNF     | DNF     | DNF     | DNF     | DNF     | DNF     | DNF               | DNF               | DNF               |
| Діно Соколович                   | слалом, сидячи                         | 52.74   | -       | 1       | DNF     | DNF     | DNF     | DNF               | DNF               | DNF               |
| Діно Соколович                   | гігантський слалом, сидячи             | 1:24.67 | +6.57   | 16      | 1:18.36 | +4.26   | 12      | 2:43.03           | +10.30            | 12                |